# دندروکپی
دندروکپی یک سرده منقرض شده از کپی‌هایی است که بین ٢٠ تا ١٥ میلیون سال پیش در شرق آفریقا می زیسته‌اند. آن‌ها ممکن است که نیاکان گیبون‌های امروزی بوده باشند، از این جهت که از برخی جهات شباهت‌هایی داشته‌اند.